# لوون آبراهامیان (هنرپیشه)
لوون آبراهامی آبراهامیان (ارمنی: Լևոն Աբրահամի Աբրահամյան؛ انگلیسی: Levon Abrahami Abrahamian؛ زادهٔ ۱۱ مهٔ ۱۹۱۰ - درگذشته ۲۶ ژوئیهٔ ۱۹۸۸) بازیگر و کارگردان اهل ارمنستان که بین سال‌های - تا - میلادی فعالیت می‌کرد.

## زندگی‌نامه
وی در ۱۱ مهٔ ۱۹۱۰ در تاشکند به دنیا آمد . وی همچنین برنده جوایزی همچون هنرمند مردمی ارمنستان شوروی (۱۹۷۸) شد. وی در ۲۶ ژوئیهٔ ۱۹۸۸ در سن ۷۸ سالگی در لنیناکان درگذشت.